# Joezjnye Korjaki
Joezjnye Korjaki (Russisch: Южные Коряки; "Zuidelijk Korjaki"), vroeger Starye Korjaki (Oud-Korjaki) genoemd, is een plaats (selo) in het gemeentelijk district Jelizovski van de Russische kraj Kamtsjatka. De plaats ligt aan de weg van Jelizovo naar de hoofdweg van Kamtsjatka, op 6 kilometer ten zuidwesten van Korjaki en ongeveer 22 kilometer ten noordwesten van Jelizovo. Joezjnye Korjaki telt ongeveer 290 inwoners (2007).

## Geschiedenis
De plaats werd gesticht in 1927 en ontleent haar naam aan haar ligging ten opzichte van het dorp Korjaki, net als het dorp Severnye Korjaki ("Noordelijk Korjaki"), dat ongeveer 15 kilometer noordwestelijker ligt.

## Ontploffing van munitiedepot
Op 2 kilometer ten noorden van de plaats bevindt zich een groot munitiedepot van de Pacifische Vloot met een oppervlakte van 75 hectare, waar 1893 wagons met explosieven, zoals torpedos, dieptebommen, trotyl en mijnen werden opgeslagen op een oppervlakte van 27 hectare. In de nacht van 30 september op 1 oktober 2005 vond hier echter een brand plaats, waardoor meer dan 60% van de opslagplaatsen (14 gebouwen) verloren ging. Deze brand duurde drie dagen en ging gepaard met grote explosies, waarbij brokstukken werden weggeslingerd tot in Petropavlovsk-Kamtsjatski, dat hemelsbreed ongeveer 45 kilometer verderop ligt. De inwoners van alle dorpen in een straal van 15 tot 20 kilometer in de omtrek werden geëvacueerd, waardoor er geen slachtoffers vielen. Wel raakten door rondvliegende munitie in een straal van 6 tot 8 kilometer rond het complex een groot aantal huizen verwoest of zwaar beschadigd. De luchttemperatuur in een straal van 50 kilometer rond de plek steeg door de branden volgens metingen door lokale meteorologen met 5 graden. De oorzaak van de brand lag net als bij een aantal eerdere explosies in depots van de Pacifische Vloot in het gebrek aan geld voor onderhoud, waardoor het complex niet werd onderhouden en niet aan de veiligheidseisen voldeed.
Bestuurlijk centrum: Jelizovo

Bereznjaki · Dalni · Dvoeretsje · Ganaly · Joezjnye Korjaki · Ketkino · Korjaki · Krasny · Kroetoberegovy · Lesnoj · Malka · Nagorny · Natsjiki · Nikolajevka · Novy · Paratoenka · Pinatsjevo · Pionerski · Razdolny · Severnye Korjaki · Sokotsj · Sosnovka · Svetly · Termalny · Voelkanny · Zeleny